# Чіко Гейгі
Чіко Гейгі (англ. Chico Hagey; нар. 25 лютого 1953) — колишній американський тенісист.
Найвищу одиночну позицію світового рейтингу — 73 місце досяг 22 листопада, 1976 року.
Здобув 1 парний титул.
Найвищим досягненням на турнірах Великого шолома було 3 коло в парному розряді.

## Фінали Гран-прі за кар'єру

### Парний розряд: 1 (1–0)
| Результат | W/L | Дата     | Турнір            | Покриття | Партнер      | Суперники                 | Рахунок  |
| --------- | --- | -------- | ----------------- | -------- | ------------ | ------------------------- | -------- |
| Перемога  | 1–0 | Вер 1977 | Лагуна-Нігел, США | Тверде   | Біллі Мартін | Пітер Флемінг Трей Волткі | 6–3, 6–4 |